# Ленінська кімната
Ленінська кімната — приміщення в радянських школах, піонерських таборах, на підприємствах і в казармах військових частин, призначене для проведення дозвілля вояків і політичної підготовки.

## Оформлення ленінської (піонерської) кімнати у школах
У ленінській кімнаті були присутні бюсти і портрети Леніна. Існували спеціальні методичні посібники з оформлення ленінських кімнат.

## Оформлення ленінської кімнати в казармах
Якщо казарма була побудована за типовим проектом, в ній було передбачено спеціальне приміщення під ленінську кімнату, якщо ні, то під неї відводилося найкраще приміщення з наявних.
Зазвичай в кімнаті був присутній бюст Леніна. На стінах розміщувалися спеціальні стенди з портретами членів Політбюро ЦК КПРС, мапою світу, світлинами з історії військової частини, схемою її бойового шляху під час німецько-радянської війни.